# Dworiki (Kaliningrad)
Dworiki (russisch Дворики, deutsch Klein Dirschkeim) ist ein Ort in der Oblast Kaliningrad. Er gehört zur kommunalen Selbstverwaltungseinheit Stadtkreis Selenogradsk im Rajon Selenogradsk.

## Geographische Lage
Dworiki liegt 31 Kilometer nordwestlich der Stadt Kaliningrad (Königsberg) an einer Nebenstraße, die Russkoje (Germau) an der Fernstraße A 192 mit Schatrowo (Weidehnen) verbindet. In Dworiki endet außerdem eine von Druschba (Kirschappen) über Gussewka (Drugthenen) kommende untergeordnete Straße. Nordwestlich von Dworiki führt der im Entstehen begriffene Primorskoje Kolzo (Küstenautobahnring) vorbei. Eine Bahnanbindung besteht nicht.

## Geschichte
Wie auch der zehn Kilometer nordwestlich gelegene Ort Groß Dirschkeim (heute russisch: Donskoje) wurde auch das bis 1946 Klein Dirschkeim genannte Dorf im Jahre 1339 gegründet. Im Jahre 1874 kam Klein Dirschkeim zum neu errichteten Amtsbezirk Kirschappen (Druschba) im Landkreis Fischhausen im Regierungsbezirk Königsberg der preußischen Provinz Ostpreußen. Am 15. Juni 1897 wurde zu den bereits vorhandenen Ortschaften Vogelsang und Lindenberg (beide existieren nicht mehr) noch die Besitzung Romehnen (heute nicht mehr existent) nach Klein Dirschkeim eingemeindet, und die Einwohnerzahl betrug im Jahre 1910 insgesamt 232.
Am 17. Oktober 1928 vergrößerte sich die Landgemeinde Klein Dirschkeim um den Nachbarort Drugthenen (heute russisch: Gussewka), der eingegliedert wurde. Die Einwohnerzahl stieg bis 1933 auf 373 und betrug 1939 bereits 376. Im Jahre 1930 wurde der bisherige Amtsbezirk Kirschappen in „Amtsbezirk Weidehnen“ (Schatrowo) umbenannt, der von 1939 bis 1945 zum Landkreis Samland gehörte.
Als Folge des Krieges kam Klein Dirschkeim innerhalb des nördlichen Ostpreußens im Jahre 1945 zur Sowjetunion. Der Ort erhielt 1947 die russische Bezeichnung Dworiki und wurde gleichzeitig dem Dorfsowjet Schatrowski selski Sowet im Rajon Primorsk zugeordnet. Von 2005 bis 2015 gehörte Dworiki zur Landgemeinde Krasnotorowskoje selskoje posselenije und seither zum Stadtkreis Selenogradsk.

## Kirche
Mit seinen fast ausnahmslos evangelischen Einwohnern war Klein Dirschkeim in das Kirchspiel der Pfarrkirche in Thierenberg (Dunajewka, heute nicht mehr existent) eingegliedert, das zum Kirchenkreis Fischhausen (heute russisch: Primorsk) in der Kirchenprovinz Ostpreußen der Kirche der Altpreußischen Union gehörte. Heute liegt Dworiki im Einzugsbereich der evangelisch-lutherischen Auferstehungskirche in Kaliningrad (Königsberg) in der Propstei Kaliningrad der Evangelisch-lutherischen Kirche Europäisches Russland.